# Thomas Zippert
Thomas Zippert (* 20. Juli 1961 in Marburg) ist ein deutscher evangelischer Theologe, ehemaliger  Inhaber des Lehrstuhls für Diakonik an der Fachhochschule der Diakonie in Bielefeld und Koordinator zum Thema Sexualisierte Gewalt der Evangelischen Kirche von Kurhessen-Waldeck.

## Werdegang
Er ist ein Sohn von Christian Zippert, dem früheren Bischof der Evangelischen Kirche von Kurhessen-Waldeck. Nach dem Studium der Evangelischen Theologie in Marburg, Heidelberg, Jerusalem und München wurde er am 25. April 1993 in Lippoldsberg ordiniert und war als Gemeindepfarrer im Kirchenkreis Eschwege tätig. Seine Dissertation schrieb er 1992 über den Theologen Johann Gottfried Herder. Ab 1997 war Thomas Zippert Studienleiter für Pfarrerfortbildung in den ersten Amtsjahren am Predigerseminar Hofgeismar. Ab 2002 war er Leiter der Akademie für soziale Berufe im Hessischen Diakoniezentrum Hephata in Schwalmstadt. 2009 war er Kandidat für das Amt des Landesbischofs der Evangelischen Kirche in Mitteldeutschland, unterlag bei der Wahl jedoch der Stuttgarter Oberkirchenrätin Ilse Junkermann. Vom 1. Januar 2011 bis 31. Januar 2019 war Zippert Professor für Diakonik an der Fachhochschule der Diakonie in Bethel, deren Rektor er von Mai 2013 bis April 2015 war. Er war zudem Pfarrer der dortigen Evangelischen Anstaltskirchengemeinde (Zionsgemeinde). Am 1. Februar 2019 wurde Zippert zum Pfarrer einer landeskirchlichen Projektstelle „Koordinator zum Thema sexualisierte Gewalt“ ernannt.
Zippert ist aktives Mitglied der Freiwilligen Feuerwehr und in der Notfallseelsorge tätig. Er ist verheiratet und hat drei Kinder.

## Forschungsschwerpunkte
- Johann Gottfried Herder
- Theologisches Verständnis von Bildung
- Notfallseelsorge
- Profile des Diakonenamtes
- Christliches Verständnis des Sozialen

## Veröffentlichungen (Auswahl)
- Die Bedeutung der Humanwissenschaften für diakonisch-caritative Handlungsfelder am Fallbeispiel der „Anstalten Hephata“ (Hessen). Vortrag beim Workshop Dynamische Zeiten für Diakonie und Caritas – Auf- und Umbrüche in den konfessionellen Wohlfahrtsverbänden in den 1960er Jahren, Sektion IV: Professionalisierungsschübe sozialer Arbeit (Bochum 30/31. Mai 2008), im Druck.
- Gemeinwesenarbeit – Arbeit im „Milieu“? Zum Verhältnis von Gemeinwesenarbeit und Milieutheorie. In: Volker Herrmann, Martin Horstmann (Hrsg.): Wichern drei – gemeinwesendiakonische Impulse. Neukirchen-Vluyn 2010, S. 177–190.
- Das Diakonenamt in einer Kirche wachsender Ungleichheit. Neubegründung seiner „Normalität“ neben Pfarr- und Lehramt. In: Pastoraltheologie. 96/2007, S. 291–309.
- Anstaltsgemeinde – Behinderte(n)gemeinden. In: Gottfried Lutz, Veronika Zippert (Hrsg.): Grenzen in einem weiten Raum. Theologie und Behinderung. Leipzig 2007, S. 222–232.
- Notfallseelsorge. Grundlegungen – Orientierungen – Erfahrungen. (= Veröffentlichungen des Diakoniewissenschaftlichen Instituts 25), Heidelberg 2006.
- Christoph Bultmann, Thomas Zippert (Hrsg.): Johann Gottfried Herder, Theologische Schriften. (= Johann Gottfried Herder, Werke, Bd. 9/1), Dt. Klassikerverlag, Frankfurt 1994.
- Bildung durch Offenbarung. Das Offenbarungsverständnis des jungen Herder als Grundmotiv seines theologisch-philosophisch-literarischen Lebenswerkes. (= MThS 39), Marburg 1994.